# Milentija
Milentija (cyr. Милентија) – wieś w Serbii, w okręgu rasińskim, w gminie Brus. W 2011 roku liczyła 184 mieszkańców.